# Ампилогов, Владимир Фёдорович
Владимир Фёдорович Ампилогов (род. 19 сентября 1954 года, Донецк) — депутат Верховной Рады Украины II созыва.

## Биография
Владимир Ампилогов родился 19 сентября 1954 года.
С 1971 по 1976 году учился в Донецком политехническом институте.
В 1974 году работал проходчиком в шахте «Глубокая» (Донекцуголь), в 1975 — проходчиком в шахте Прогресс (Торезантрацит).
С 1976 года — шахтёр ШСУ № 4 («Донецкугольстрой»).
С 1978 года — зам. начальника участка подготовительных работ, с 1980 — начальника участка подготовительных работ шахты № 12 наклонная. С 1986 года — зам. главного инженера шахтоуправления «Красная звезда».
С 1986 года — главный инженер, а с 1987 — директор шахтоуправления имени газеты «Правда» (Донецкуголь).
В 1994 году избран депутатом Верховной Рады.
С 2006 года — директор государственного предприятия "Центральная служба «Укринвестэкспертиза».
С 2008 года — зам. директора государственного предприятия «Укргосстройэкспертиза».

## Награды
- Орден «За заслуги» ІІІ ст. (1997)